# Xã Valley, Quận Buffalo, Nebraska
Xã Valley (tiếng Anh: Valley Township) là một xã thuộc quận Buffalo, tiểu bang Nebraska, Hoa Kỳ. Năm 2010, dân số của xã này là 214 người.